# IC 855
IC 855 ist eine Spiralgalaxie vom Hubble-Typ Sc im Sternbild Jungfrau nördlich der Ekliptik. Sie ist schätzungsweise 346 Millionen Lichtjahre von der Milchstraße entfernt und hat einen Durchmesser von etwa 110.000 Lichtjahren.
Im selben Himmelsareal befinden sich u. a. die Galaxien NGC 4975, NGC 4989, NGC 4990, NGC 5015.
Das Objekt wurde am 15. Mai 1893 vom französischen Astronomen Stéphane Javelle entdeckt.